# Bernadottebiblioteket

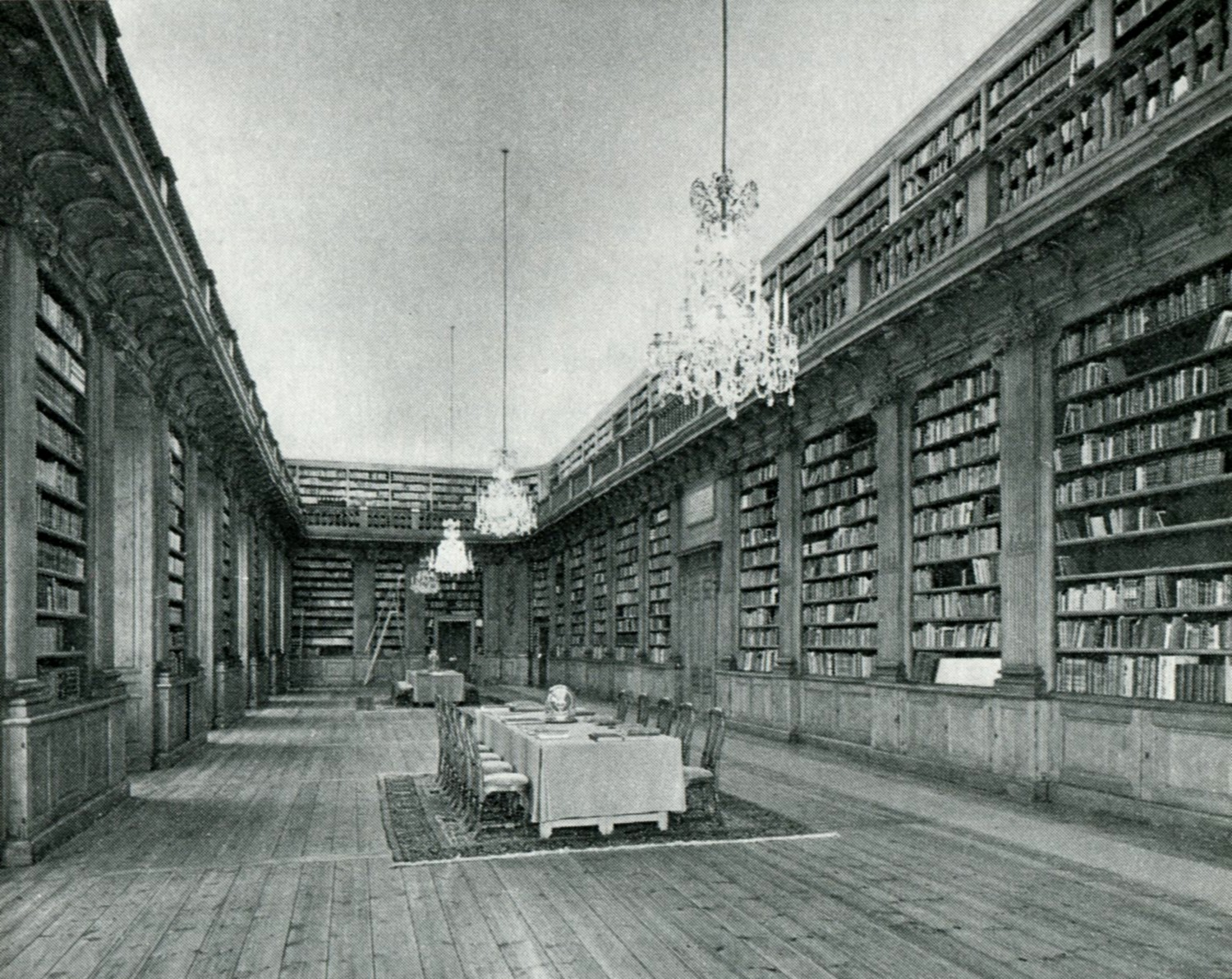
Bernadottebiblioteket 1960-tal.

Bernadottebiblioteket är den svenska kungaätten Bernadottes släktbibliotek på Stockholms slott. Biblioteket vårdas av Kungliga Husgerådskammaren och är idag ett forskningsbibliotek.
Biblioteket förvarar de kungliga boksamlingarna, cirka 100 000 böcker, inom Bernadotteätten. Förutom böcker finns även en stor samling av musikalier. Även den Bernadotteska fotosamlingen, landets största fotosamling, förvaras i biblioteket.  
Lokalen på slottet ritades av Carl Johan Cronstedt och stod färdig 1796, dekoren kommer dock från ett äldre, ej färdigbyggt bibliotek av Carl Hårleman. Lokalen byggdes ursprungligen för Kungliga biblioteket som dock snabbt växte ur lokalen och 1877 flyttade till ett nytt bibliotekshus i Humlegården. Livrustkammaren nyttjade bibliotekssalen under slutet av 1800-talet. Vid Oscar II:s bortgång skapades ett släktbibliotek i lokalerna. Till en början gick biblioteket under namnet H.M. Konungens bibliotek. Under 50-talet ändrades det till Bernadottebiblioteket. 
På uppdrag av kung Carl XVI Gustaf visas även biblioteket för allmänheten. Konserter, föredrag och seminarier hålles också i bibliotekssalen. BBC-produktionen "Nobel Minds" (Snillen spekulerar) brukar spelas in i biblioteket.